# Museo Picasso (Malaga)
Il Museo Picasso Málaga è un museo spagnolo interamente dedicato alle opere di Pablo Picasso. Il museo, che raccoglie in esposizione permanente oltre 200 opere dell'artista, è stato inaugurato il 27 ottobre 2003 nel Palacio de Buenavista di Malaga ed è oggi una delle principali attrazioni culturali della città.

## Storia e descrizione
Nel 1996 la Junta de Andalucía (l'istituzione di autogoverno della comunità autonoma dell'Andalusia) acquisì il Palazzo dei conti di Buenavista, già Museo Provincial de Bellas Artes, per trasformarlo nel primo museo di Picasso allestito nella sua città natale. Il 21 ottobre 1997 venne costituita la Fondazione Museo Picasso, di carattere culturale e privato, mediante il quale Christine Ruiz Picasso e Bernard Ruiz Picasso, eredi del pittore, donarono 155 opere dell'artista (tra pitture, disegni, sculture, ceramiche e incisioni) alla Junta, che in cambio si impegnò ad esporle nel Palazzo dei conti di Buenavista per un periodo di 50 anni. Gli stessi eredi misero inoltre a disposizione del museo ulteriori 49 opere di Picasso.
Le successive opere di restauro ed ammodernamento del palazzo portarono alla scoperta di antichi resti fenici, romani e arabi, che - integrati nella nuova costruzione - possono essere esplorati nei sotterranei del museo.
La prima direttrice del museo è stata Carmen Giménez, già promotrice di due esposizioni su Picasso, organizzate sempre a Málaga negli anni 1990. Il museo ospita anche una biblioteca, il cui fulcro è la collezione Bernardo Sofovich, con 800 opere su Picasso.
Nel 2006 il Museo Picasso Málaga è stato il secondo museo più visitato dell'intera Andalusia (342.824 visitatori), venendo superato solo dal Museo Taurino de la Real Maestranza de Caballería di Ronda.